# Justus-Liebig-Universität Gießen

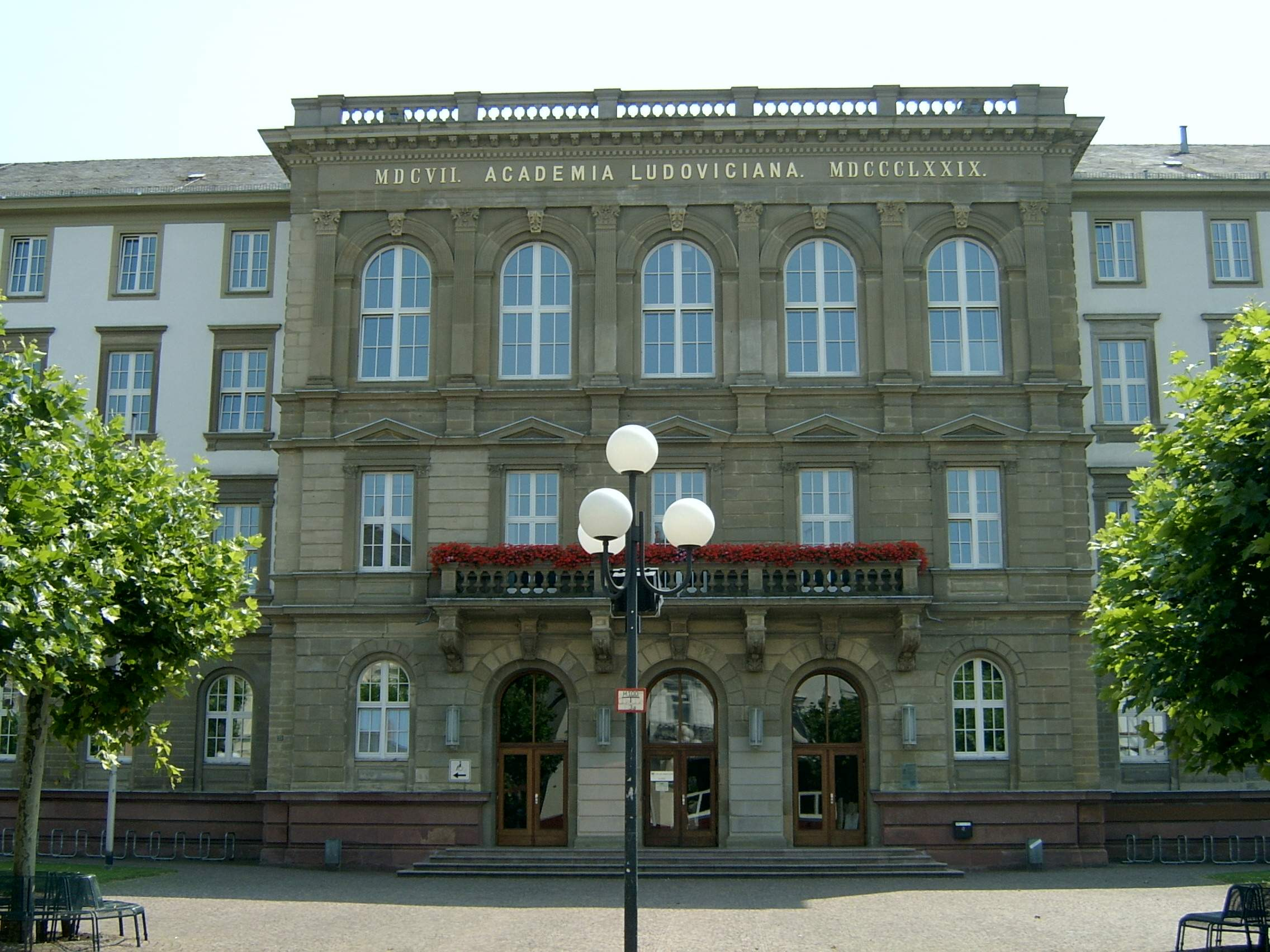
Hauptgebäude der JLU seit 1879

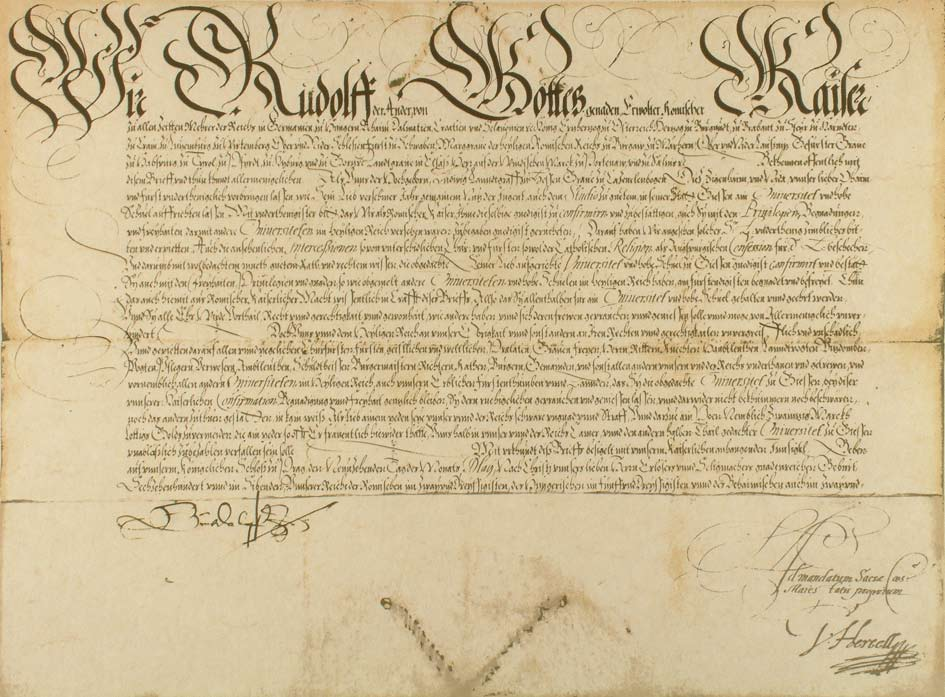
Gründungsurkunde der Universität 1607

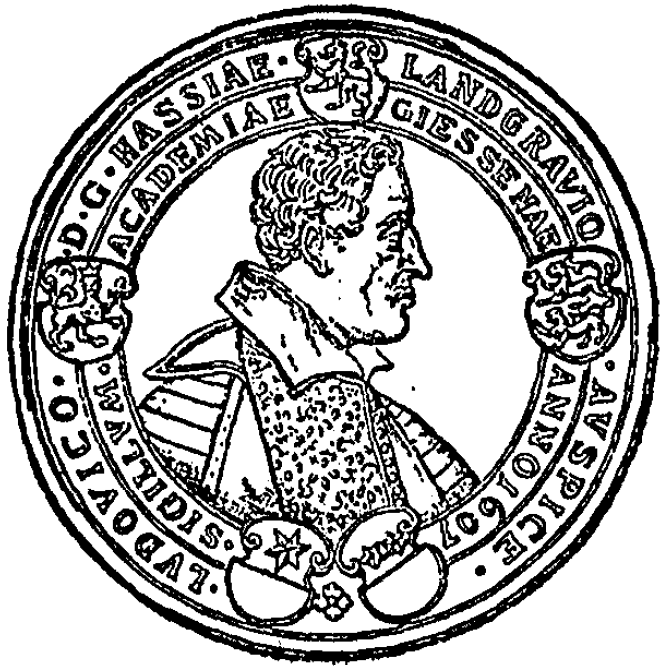
Siegel der Ludoviciana, 1607

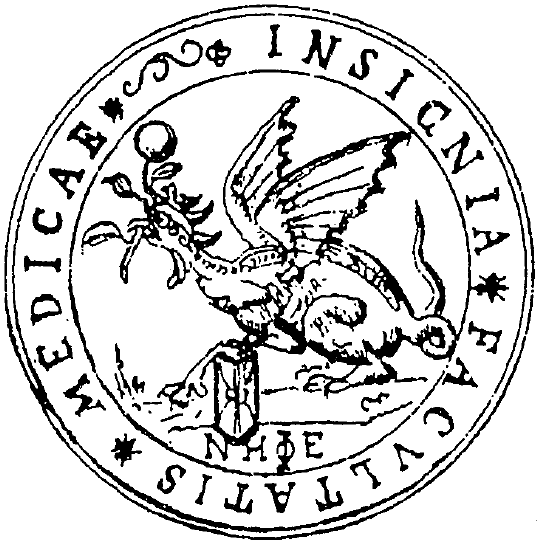
Siegel der Medizinischen Fakultät von 1607

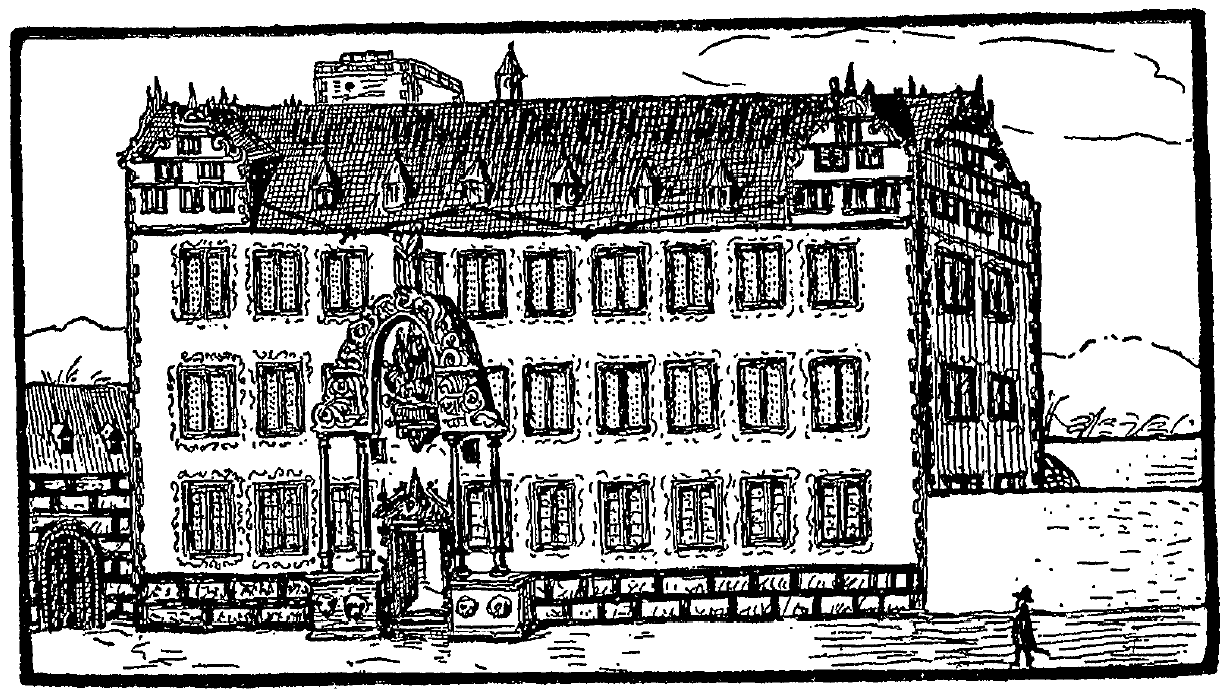
Kollegiengebäude von 1615

Die Justus-Liebig-Universität Gießen (JLU) ist mit knapp 25.000 Immatrikulierten die zweitgrößte hessische Hochschule. Die Universität in Gießen wurde 1607 gegründet und hieß bis 1946 nach ihrem Gründer Ludwigs-Universität (latinisiert Ludoviciana). Nach dem Zweiten Weltkrieg bestand sie ab Mai 1946 zunächst als Hochschule für Bodenkultur und Veterinärmedizin weiter. Um an die Tradition ihrer Vorgängerin anzuknüpfen, nannte sie sich nach deren berühmtestem Wissenschaftler, dem Chemiker Justus von Liebig, der von 1824 bis 1852 hier als Professor lehrte. 1957 erlangte sie wieder den Status einer Universität. Sie ist die zweitälteste Volluniversität ihres heutigen Bundeslandes und war kontinuierlich Landeshochschule.
Die Justus-Liebig-Universität führt in Tradition des Antoniterklosters Grünberg in ihrem Wappen ein Antoniuskreuz.

## Geschichte
Die Universität gehört zu den alten Hohen Schulen des deutschen Sprachgebiets. Sie entstand im zweiten großen Gründungszeitalter der mitteleuropäischen Universitäten, dem konfessionellen, das von der 1527 errichteten evangelischen Marburger Universität eingeleitet wurde.

### Gründung 1607 – Landesuniversität der Landgrafschaft Hessen
Nachdem die Universität Marburg, die nach der Teilung Hessens zunächst als hessische Samtuniversität gegolten hatte, 1605 calvinistisch geworden war, gründete Landgraf Ludwig V. von Hessen-Darmstadt eine eigene Hohe Schule in Gießen, die als lutherische Anstalt vorrangig die Ausbildung von Pfarrern und Beamten gewährleisten sollte. Ausgestattet mit einem Privileg Kaiser Rudolfs II., erteilt am 19. Mai 1607, nahm sie im Oktober 1607 ihren Lehrbetrieb auf. Während des Dreißigjährigen Krieges wurde 1623 das längst überfällige Urteil des Reichshofrates zur Erbteilung 1605 verkündet, nach dem Ludwig V. das Gebiet um Marburg zugesprochen bekam und rückwirkend die dortigen Einkünfte erhielt. Allerdings musste zugleich die Universität in Gießen aufgehoben und an den traditionsreicheren Standort Marburg gelegt werden (1624/25). Marburg wurde 1645 von Hessen-Kassel zurückerobert, weshalb die Universität nach Gießen floh. Nach dem Westfälischen Frieden wurde 1650 die Wiederherstellung der Universität in Gießen gefeiert, während Marburg erst 1653 wieder eingerichtet wurde.
Im 17. und 18. Jahrhundert war die Ludoviciana eine typische kleine Landesuniversität mit den damals üblichen vier Fakultäten (Theologie, Jurisprudenz, Medizin und Philosophie). Der Lehrbetrieb war überschaubar, etwa 20 bis 25 Professoren unterrichteten mehrere hundert Studenten, letztere waren meist „Landeskinder“. Im 18. Jahrhundert kam es – maßgeblich beeinflusst vom landesherrlichen Hof in Darmstadt – zu einer allmählichen Modernisierung der Lehrinhalte und zu Reformen im Lehrbetrieb. Vorbild für die auf den Weg gebrachten Reformmaßnahmen waren die beiden „Musteruniversitäten der Aufklärung“, die 1694 gegründete Universität Halle und mehr noch die 1734/37 in Göttingen errichtete Georgia Augusta. Allerdings waren allen Reformbestrebungen durch die knappen Finanzen des Trägerstaats Hessen-Darmstadt von vornherein Grenzen gesetzt. So war auch der beachtenswerte Aufbau einer Ökonomischen Fakultät, die von 1777 bis 1785 bestand, letztlich aus der Not geboren. In ihr waren neue praxisnahe Fächer zusammengefasst (Veterinärmedizin, Land- und Forstwissenschaft, Kameralwissenschaft), die die Universität „brauchbar“ und „einträglich“ machen sollten. Nach dem frühen Ende dieser Fakultät konnten einige dieser jungen, noch um Anerkennung ringenden Disziplinen in der Medizinischen und in der Philosophischen Fakultät fortdauern. Sie begründeten das bis heute bestehende ungewöhnlich vielfältige Fächerprofil der Universität Gießen.

### 19. Jahrhundert im Großherzogtum Hessen
Die Universität des seit 1806 größeren Landes, nunmehr Großherzogtums Hessen, war neben Jena der Prototyp der politisierten Vormärz-Universität. Die Studenten Karl Follen (Mitglied der „Gießener Schwarzen“) und Georg Büchner kennzeichnen den revolutionären Geist dieser Jahrzehnte. Mit der Berufung des 21-jährigen Justus Liebig zum außerordentlich Professor 1824 durch den Großherzog – gegen den Willen der Universität auf Empfehlung Alexander von Humboldts – begann eine neue Ära in den Naturwissenschaften, nicht nur in Gießen. Junge, viel versprechende Wissenschaftler bewirkten neue Impulse in ihren jeweiligen Wissensgebieten; zu nennen sind hier unter anderem der Germanist Otto Behaghel, der Jurist Rudolf von Jhering, der Theologe Adolf von Harnack, der Physiker Wilhelm Conrad Röntgen, der Psychiater Robert Sommer, der Psychologe Kurt Koffka sowie der Altertumswissenschaftler Friedrich Gottlieb Welcker.
An der Wende vom 19. zum 20. Jahrhundert begann der Ausbau der Ludoviciana zur modernen Universität, es wurden die neuen Kliniken der Humanmedizin und Veterinärmedizin errichtet und die Universitätsbibliothek erhielt ihr erstes zweckmäßiges Gebäude. Mit der Errichtung eines neuen Kollegiengebäudes 1880 (heutiges Hauptgebäude) und den angrenzenden Neubauten für die Chemie und Physik entstand am Rande des damaligen Stadtgebiets ein eigenes Universitätsviertel. Maßgeblicher Förderer dieser Bauprojekte war der letzte Großherzog Ernst Ludwig. Im Jahr 1902 überschritt die Studentenzahl erstmals die Grenze von eintausend. Unter den Studierenden befanden sich nun auch Frauen, die ab 1900 als Hospitantinnen und seit 1908 zum ordentlichen Studium an der Universität Gießen zugelassen waren.

### Ab 1918/19 im Volksstaat Hessen
Mit dem Ende des Ersten Weltkriegs gab es auch in der Ludoviciana neue Aufbrüche und Chancen. Frauen strömten vermehrt in die Universität. 1929 wurde die renommierte Journalistin und spätere Widerstandskämpferin Dora Fabian an der Ludoviciana promoviert. Zugleich waren die Jahre der Weimarer Republik auch eine Zeit der Krisen. Unter schwierigen Rahmenbedingungen im Volksstaat Hessen seit 1919 musste die Universität mehr und mehr um ihre Existenz fürchten. Diese Situation verstärkte sich noch während des NS-Regimes, als die zunächst noch bei den Ländern verbliebenen Hoheitsrechte 1934 an das Reich übergingen und man eine einheitliche Hochschulverwaltung aufzubauen begann. Die bald nach der Machtergreifung erklärte Absicht der Reichsregierung, die Zahl der Universitäten zu verringern, bedrohte gerade kleinere Hochschulen vom Zuschnitt Gießens. Um eine mögliche Schließung abzuwenden, waren die Professoren und Dozenten der Ludwigs-Universität – teils aus Überzeugung, oft aus Opportunismus – besonders bemüht, den nationalsozialistischen Machthabern entgegenzukommen. Bücherverbrennung, die Vertreibung von Professoren aus dem Amt, die Ausgrenzung jüdischer Studierender, ein Rektor in Uniform, die Aberkennung von Doktorgraden – alles dieses führte dazu, dass akademische Werte in beschämender Weise missachtet wurden. Im Zuge der politischen „Säuberung“ der Universität zwischen 1933 und 1945 wurden 27 Angehörige des Lehrkörpers (darunter eine Frau) entlassen (13,8 % des Lehrkörpers). Unter den vertriebenen Hochschullehrern befand sich der Internist Franz Soetbeer, der 1943 in Gestapohaft Suizid beging. Der starke Rückgang der Studentenzahlen und extreme Umschichtungen, durch die einzelne Fakultäten entgegen dem universitären Grundgedanken bevorzugt wurden, stellten den Fortbestand der Ludwigs-Universität weiter in Frage, bevor im Dezember 1944 Stadt und Universität Gießen durch Bombenangriffe zu einem großen Teil zerstört wurden.

### Ab 1945/46 im Staat Groß-Hessen/Land Hessen
In langwierigen Verhandlungen mit der Regierung des neuen Landes Groß-Hessen und dem Universitätsoffizier der amerikanischen Besatzungsmacht Edward Hartshorne zeichnete sich in den ersten Nachkriegsmonaten 1945 das Ende der Ludwigs-Universität ab. An ihre Stelle trat im Mai 1946 die Hochschule für Bodenkultur und Veterinärmedizin (seit 1950 Justus-Liebig-Hochschule), später auch die Akademie für Medizinische Forschung und Fortbildung mit den für die Nachkriegszeit relevantesten Disziplinen. Im Jahr 1957 wurde mit der Reintegration der 1946 verloren gegangenen Fächer in den Geistes- und Sozialwissenschaften sowie in den Rechts- und Wirtschaftswissenschaften der volle Universitätsstatus wiederhergestellt und die Justus-Liebig-Hochschule in Justus-Liebig-Universität umbenannt. Eine beispiellose Wachstumsphase begann, in der sich die Professorenzahl verzehnfachte und die Studentenzahl verzwanzigfachte. Dazu trug auch die vollständige Integration der Lehrerausbildung für Grund-, Haupt- und Realschulen, die erst noch in der eigenständigen Hochschule für Erziehung ab 1960 stattfand, im Jahr 1967 wesentlich bei. Vor allem deswegen wuchs die Zahl der Studentinnen ab den 1960er Jahren stark an. Heute liegt der Anteil der weiblichen Studierenden in Gießen bei ca. 66 Prozent. Ab 1974 wuchs die Justus-Liebig-Universität zur zweitgrößten hessischen Hochschule heran.
Von der Justus-Liebig-Universität ausgehend begann im Herbst 1997 eine bundesweite Protestwelle: der Studentenstreik 1997, genannt Lucky Streik. Die mehrwöchige Schließung der Universität, bei der unter anderen das Hauptgebäude besetzt wurde, ging einher mit Demonstrationen und Protesten, die bis zum Beginn des Frühjahrs 1998 anhielten. Gründe für den Streik waren u. a. die geringe finanzielle Ausstattung der Hochschulen und überfüllte Veranstaltungen.

## Gegenwart

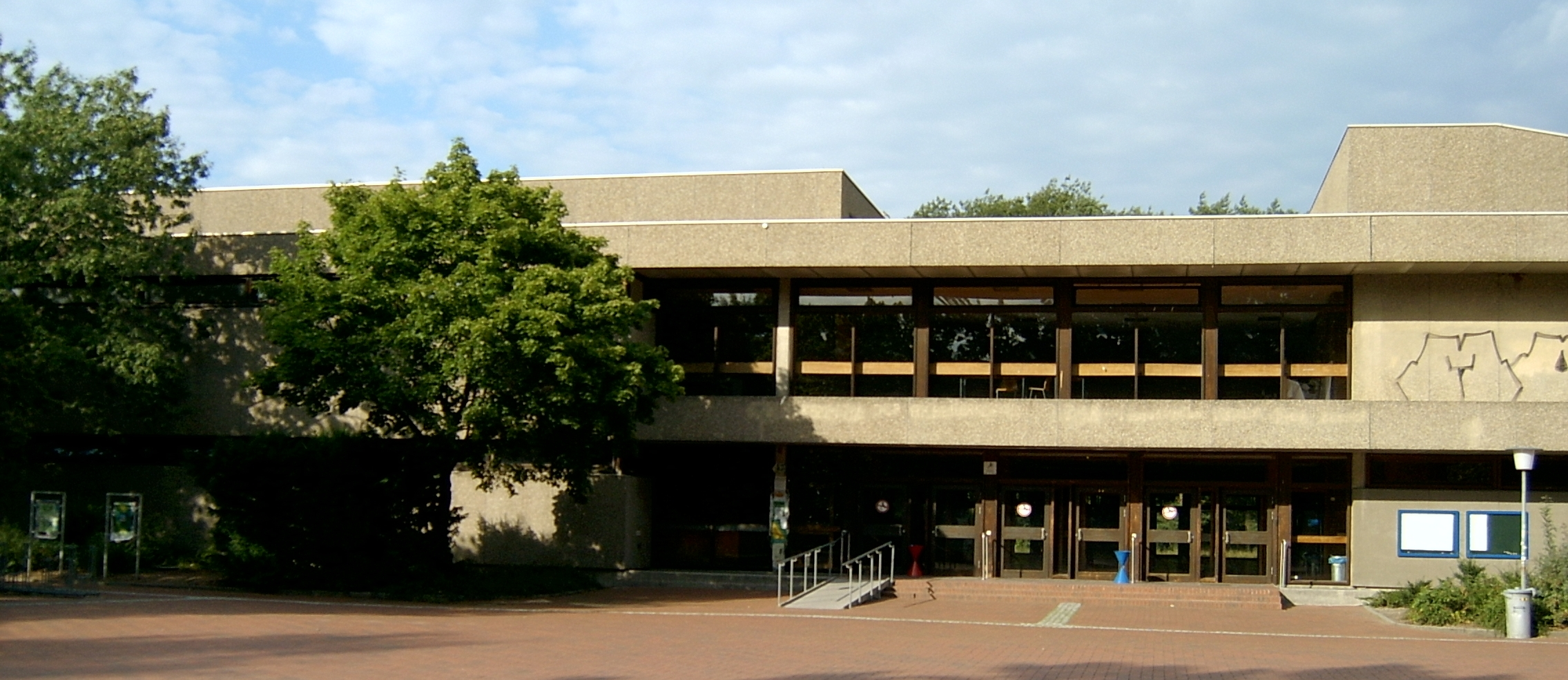
Eingangsseite des Audimax (2005, vor der Renovierung)

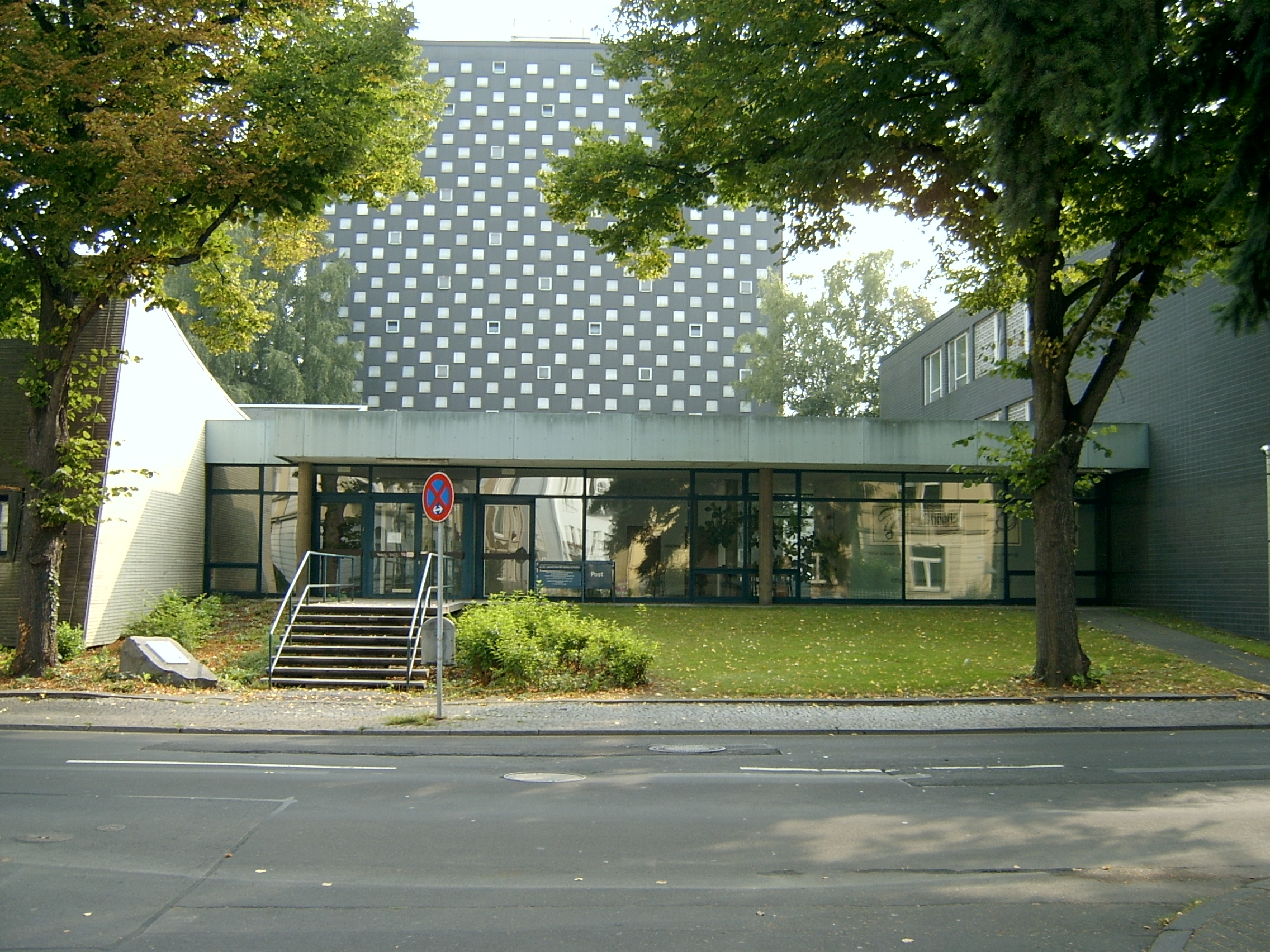
Haupteingang der alten Universitätsbibliothek

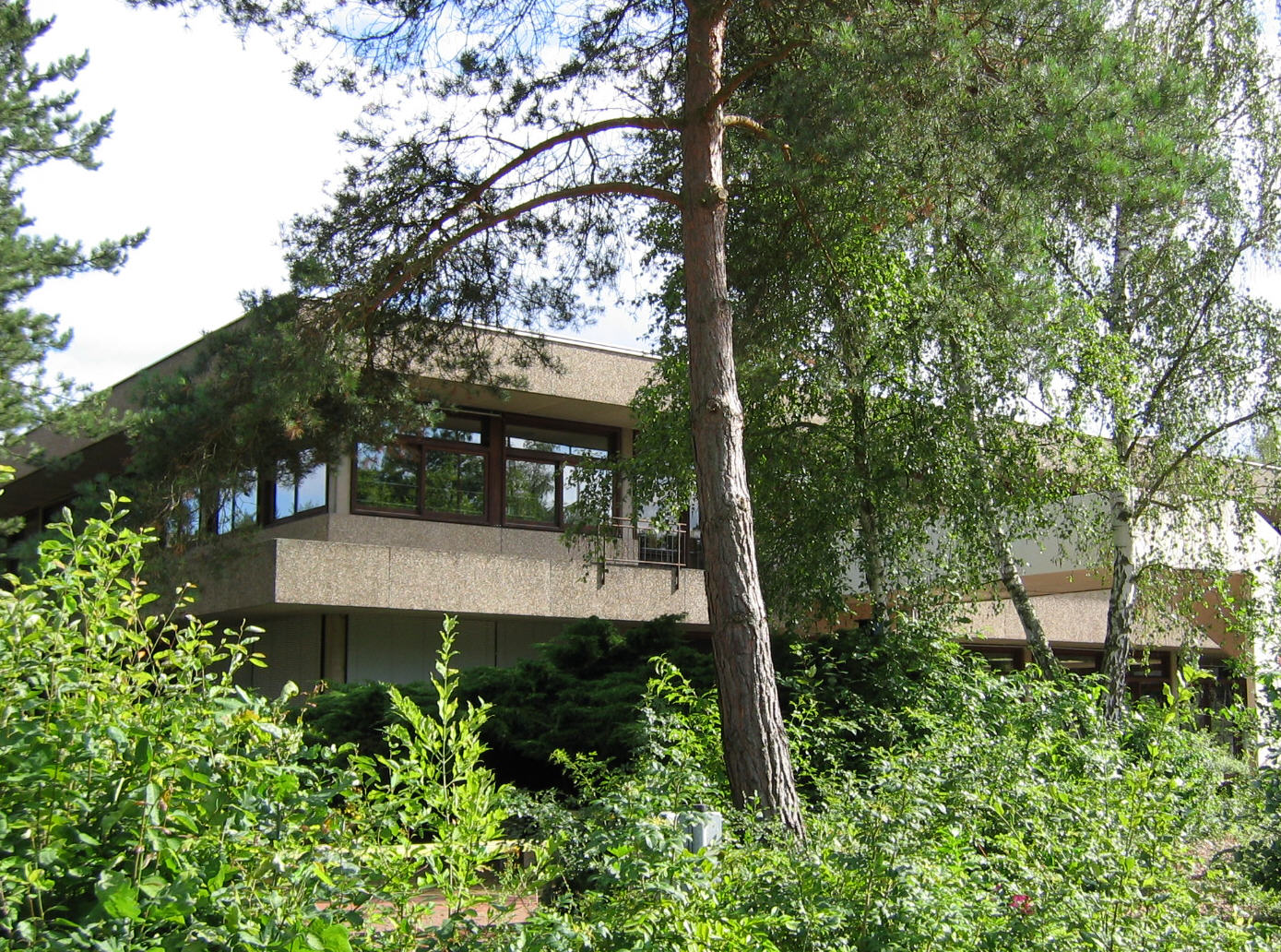
Zweigbibliothek im Philosophikum II

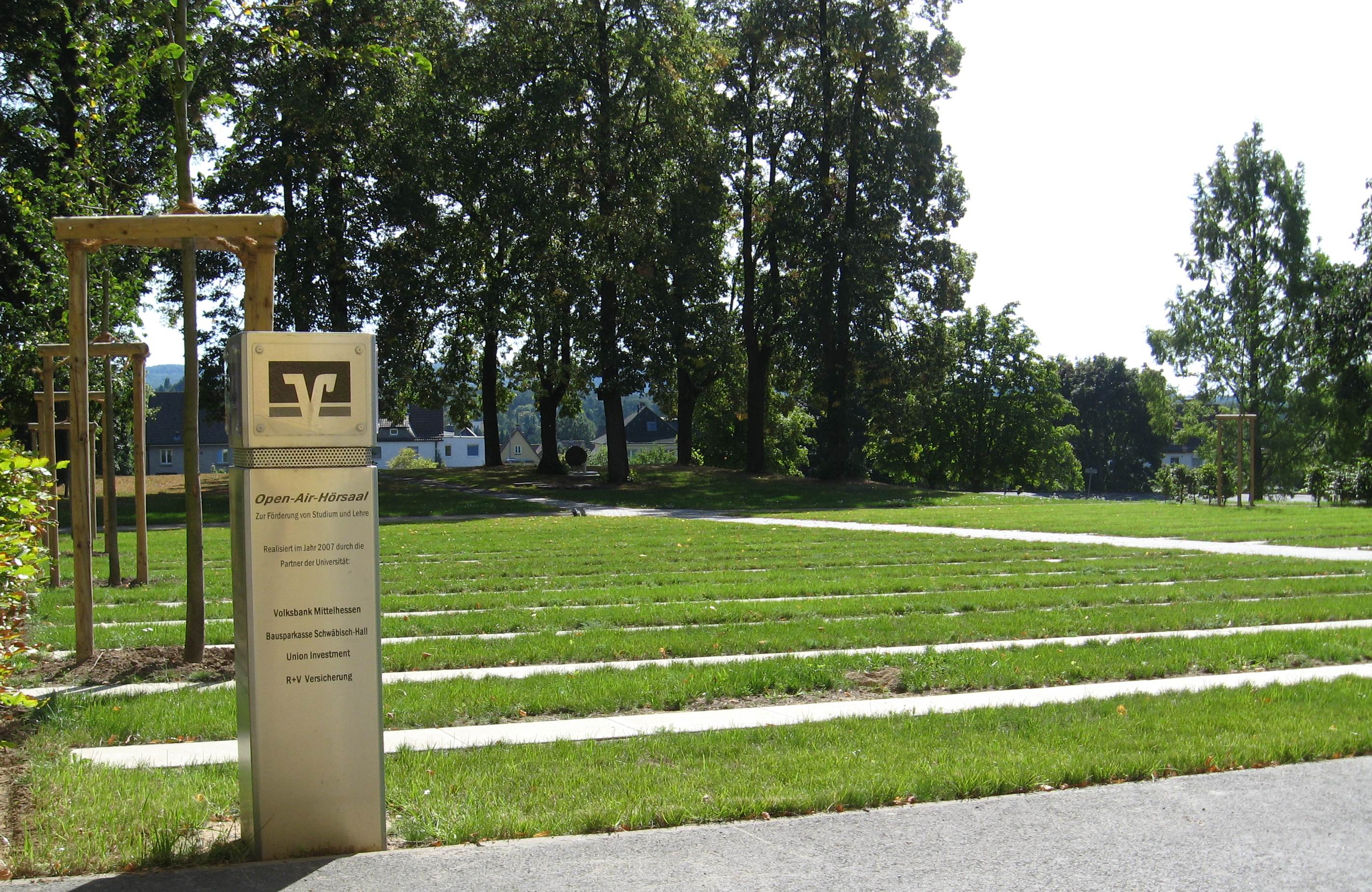
Der 2007 zum 400-Jahr-Jubiläum eingeweihte Open-Air-Hörsaal am Campusbereich Recht und Wirtschaft

### Leitbild
Die JLU orientiert sich in ihrem Leitbild an ihrem Namensgeber Justus Liebig, der im 19. Jahrhundert für exzellente Grundlagenforschung mit klarer Orientierung an gesellschaftlichen Erfordernissen und Anwendungsfeldern in einer Vielzahl von Fachgebieten stand. Nach seinem Vorbild setzt die JLU laut ihrem Entwicklungsplan „JLU 2030“ zudem auf die Förderung des wissenschaftlichen Nachwuchses und auf den Aufbau von regionalen, nationalen und internationalen Netzwerken.

### Fachbereiche
Es gibt seit der Neustrukturierung 1999 elf Fachbereiche:
1. Rechtswissenschaft
2. Wirtschaftswissenschaften
3. Sozial- und Kulturwissenschaften
4. Geschichts- und Kulturwissenschaften
5. Sprache, Literatur, Kultur
6. Psychologie und Sportwissenschaft
7. Mathematik und Informatik, Physik, Geographie
8. Biologie und Chemie
9. Agrarwissenschaften, Ökotrophologie und Umweltmanagement
10. Veterinärmedizin
11. Medizin

### Wissenschaftliche Zentren
Die JLU hat eine Reihe schwerpunktbildender Zentren etabliert, in denen Wissenschaftler verschiedener Fachbereiche zusammenarbeiten:
- GCSC – International Graduate Centre for the Study of Culture
- GGK – Gießener Graduiertenzentrum Kulturwissenschaften
- GGL – Gießener Graduiertenzentrum Lebenswissenschaften / International Giessen Graduate Centre for the Life Sciences
- GGS – Gießener Graduiertenzentrum Sozial-, Wirtschafts- und Rechtswissenschaften
- GiZo – Gießener Zentrum Östliches Europa
- iFZ – Interdisziplinäres Forschungszentrum
- ZfM/LaMa – Zentrum für Materialforschung
- BFS – Biomedizinisches Forschungszentrum Seltersberg
- Icar3R – Interdisciplinary Centre for 3Rs in Animal Research, 3R-Zentrum JLU Gießen
- ZEU – Zentrum für internationale Entwicklungs- und Umweltforschung
- ZfL – Zentrum für Lehrerbildung
- ZfbK – Zentrum für fremdsprachliche und berufsfeldorientierte Kompetenzen
- ZMI – Zentrum für Medien und Interaktivität

### Studienangebot
Die Justus-Liebig-Universität (JLU) bietet als Volluniversität 90 Studiengänge. Dazu gehören natur- und lebenswissenschaftlichen Fächer, die sozial-, rechts- und wirtschaftswissenschaftlichen, die geistes-, sprach- und kulturwissenschaftlichen Fächer und Lehramtsstudiengänge.

### Forschung

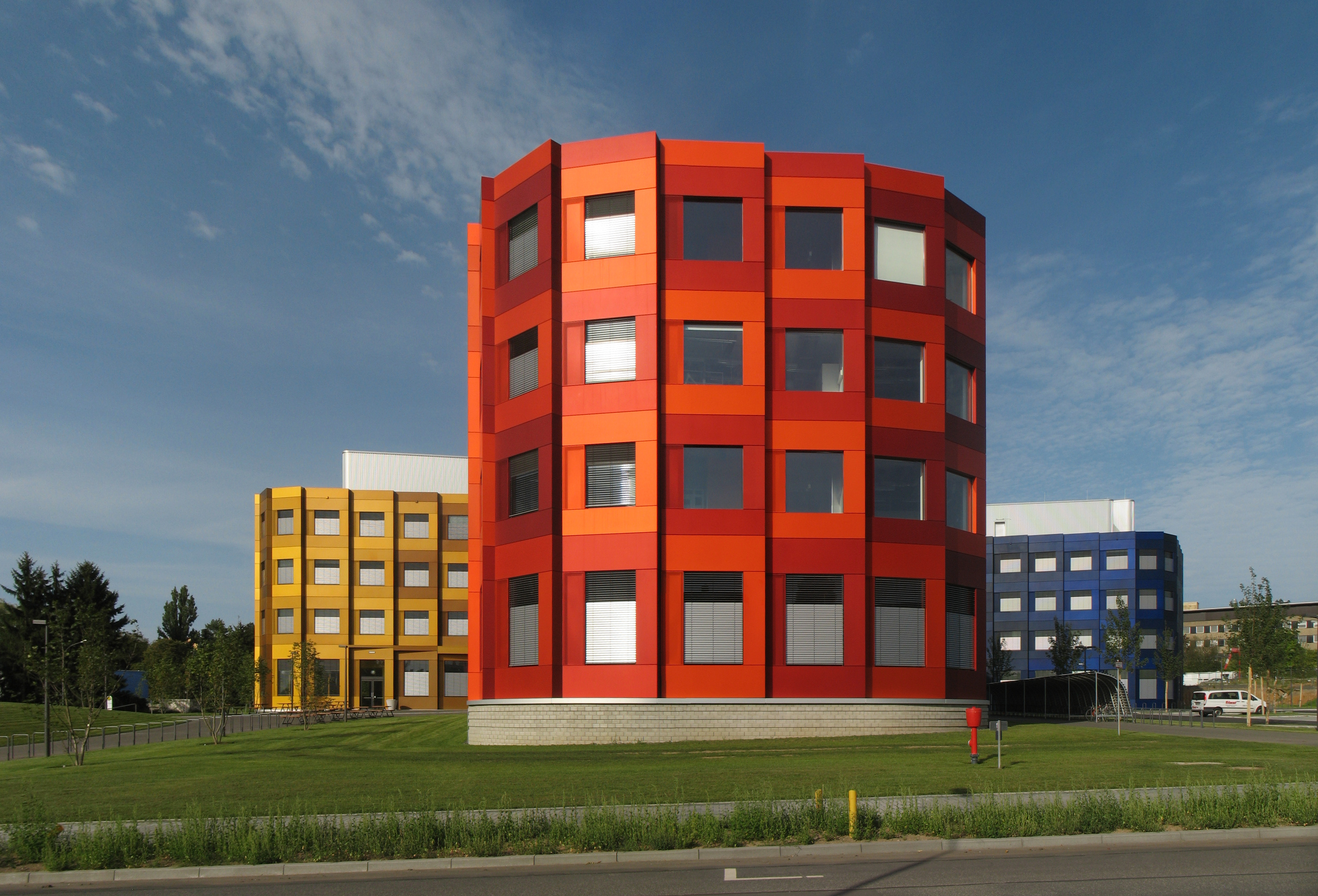
Biomedizinisches Forschungszentrum Seltersberg

#### Fördermittel
Die zweitgrößte Universität Hessens wird in zahlreichen Verbundforschungsprogrammen gefördert – darunter elf Sonderforschungsbereiche sowie mehrere Schwerpunktprogramme und Forschergruppen. Von Beginn an durchgehend in der Exzellenzinitiative vertreten, ist die JLU mit der Bewilligung des Herz-Lunge-Exzellenzclusters „Cardiopulmonary Institute“ (CPI) – zusammen mit der Goethe-Universität Frankfurt und dem MPI für Herz- und Lungenforschung in Bad Nauheim – und der Beteiligung am Cluster „Energy Storage beyond Lithium. New Concepts for a Sustainable Future“ des Karlsruher Instituts für Technologie (KIT) und der Universität Ulm die erfolgreichste hessische Universität in der Exzellenzstrategie des Bundes und der Länder.
Die JLU hat im Jahr 2022 rund 115,5 Mio. € Drittmittel in allen Fachgebieten eingeworben, insbesondere von der Deutschen Forschungsgemeinschaft (DFG), dem Bundesministerin für Bildung und Forschung sowie der Europäischen Union.
Die Justus-Liebig-Universität Gießen (JLU) hat sich im Förderatlas der Deutschen Forschungsgemeinschaft (DFG) 2021 um fünf Plätze verbessert und belegt mit 100,1 Millionen Euro an Fördermitteln im Zeitraum 2017 bis 2019 den 34. Platz. Das sind rund 27 Millionen Euro mehr Drittmittel als im Vergleichszeitraum 2014 bis 2016 – ein Zuwachs um 36 Prozent.

#### Deutsche Zentren für Gesundheitsforschung
Das BMBF entschied am 15. April 2011 über die Förderung von vier neuen Deutschen Zentren der Gesundheitsforschung, darunter das Deutsche Zentrum für Lungenforschung (DZL), dessen Sitz in Gießen ist, sowie das Deutsche Zentrum für Infektionsforschung (DZIF) mit Partnerstandort in Gießen. Wissenschaftler der JLU sind zudem am Partnerstandort Frankfurt am Main des Deutschen Zentrums für Herz-Kreislaufforschung (DZHK) beteiligt.

### Bauliche Entwicklung

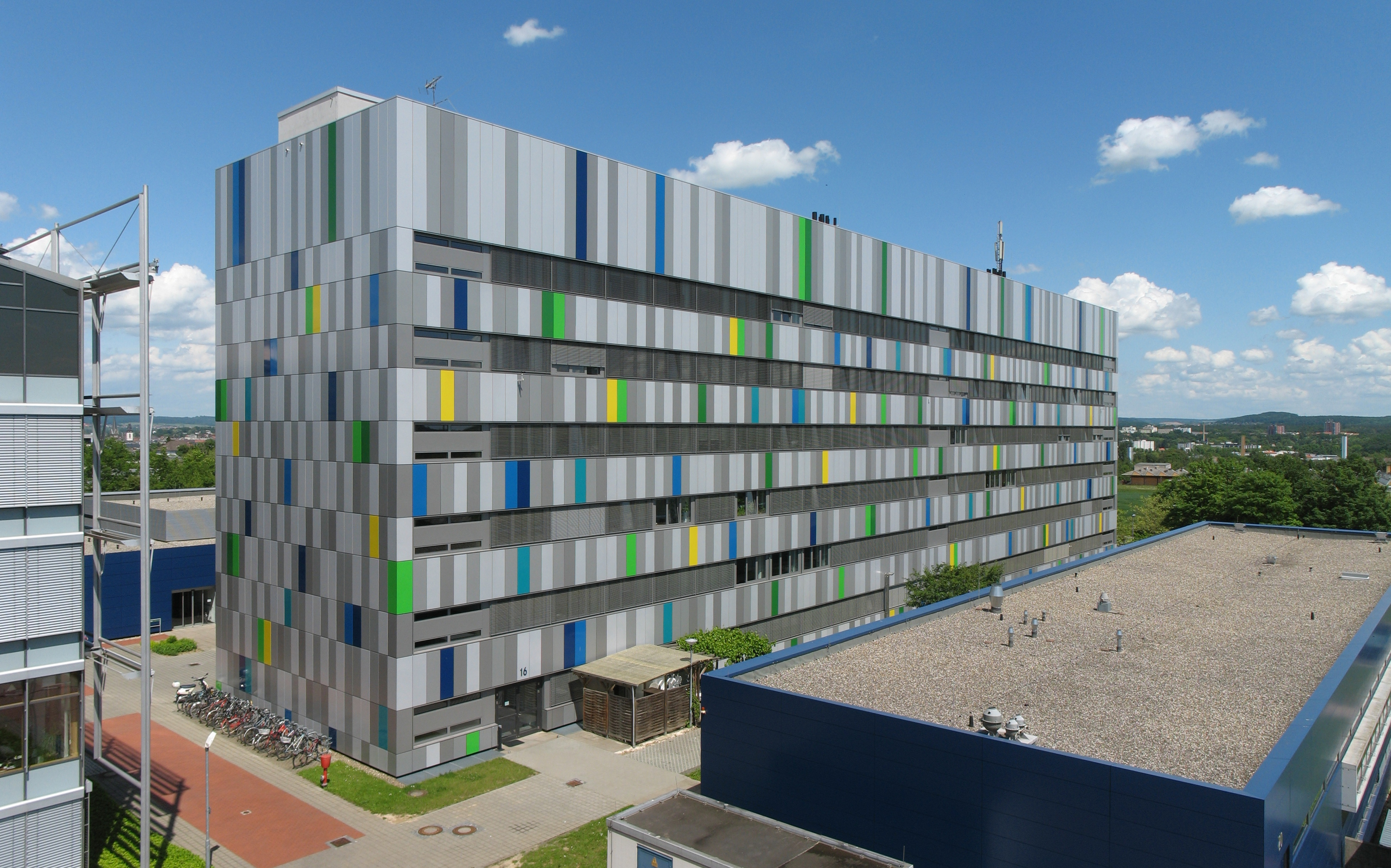
Naturwissenschaftliche Institute am Heinrich-Buff-Ring

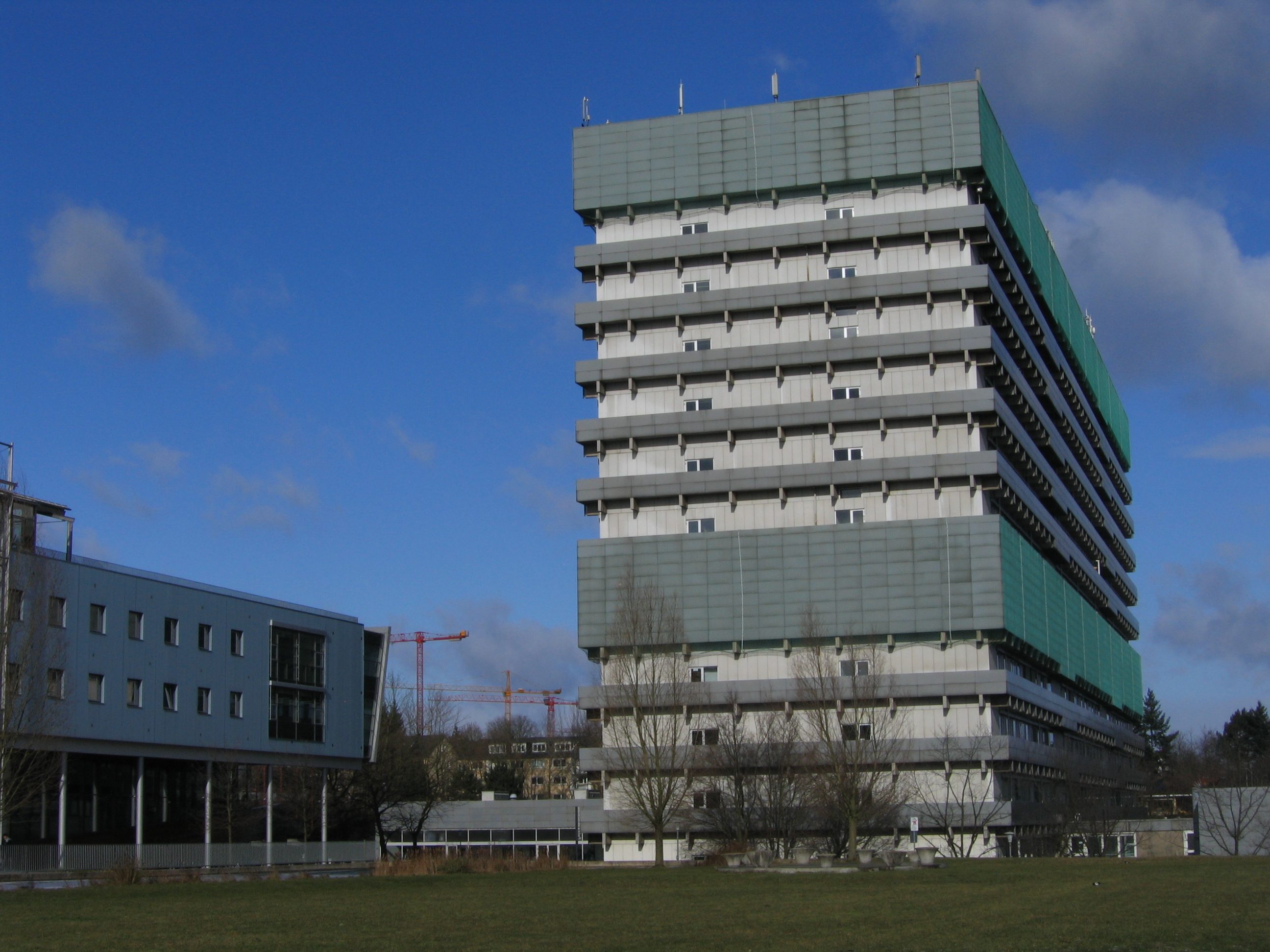
(alte) Chemie-Gebäude am Heinrich-Buff-Ring

Im Jahr 2007 hat das Land Hessen das Hochschulinvestitionsprogramm HEUREKA (HochschulEntwicklungs- und Umbauprogramm: RundErneuerung, Konzentration und Ausbau von Forschung und Lehre) beschlossen. In den Jahren 2008 bis 2031 werden daraus insgesamt rund 5,7 Mrd. € in die hessischen Hochschulen investiert, wovon die Justus-Liebig-Universität Gießen als zweitgrößte Hochschule in Hessen entsprechend partizipiert. Die bauliche Entwicklung der JLU wird darüber hinaus durch ergänzende Investitionsprogramme des Landes Hessen gestärkt. Unter anderem wurde im Jahr 2018 das Landesprogramm COME (CO2-Minderungs- und Energieeffizienzprogramm) auf den Hochschulbereich ausgedehnt. An der JLU werden daraus einige Projekte mit dem Ziel der klimaeffizienten und energetische Optimierungen durchgeführt.
Das Ziel der baulichen Entwicklung der Justus-Liebig-Universität Gießen als zweitgrößte Hochschule in Hessen ist die Herausbildung und Konzentration von drei verknüpften Campusarealen im innerstädtischen Gefüge:

#### Campus Natur- und Lebenswissenschaften
Der Campus Natur- und Lebenswissenschaften bündelt die Campusbereiche Seltersberg mit den Naturwissenschaften, Seltersberg/Medizin und Seltersberg/Veterinärmedizin. Hier sind u. a. folgende Neubau- und Sanierungsprojekte bereits abgeschlossen:

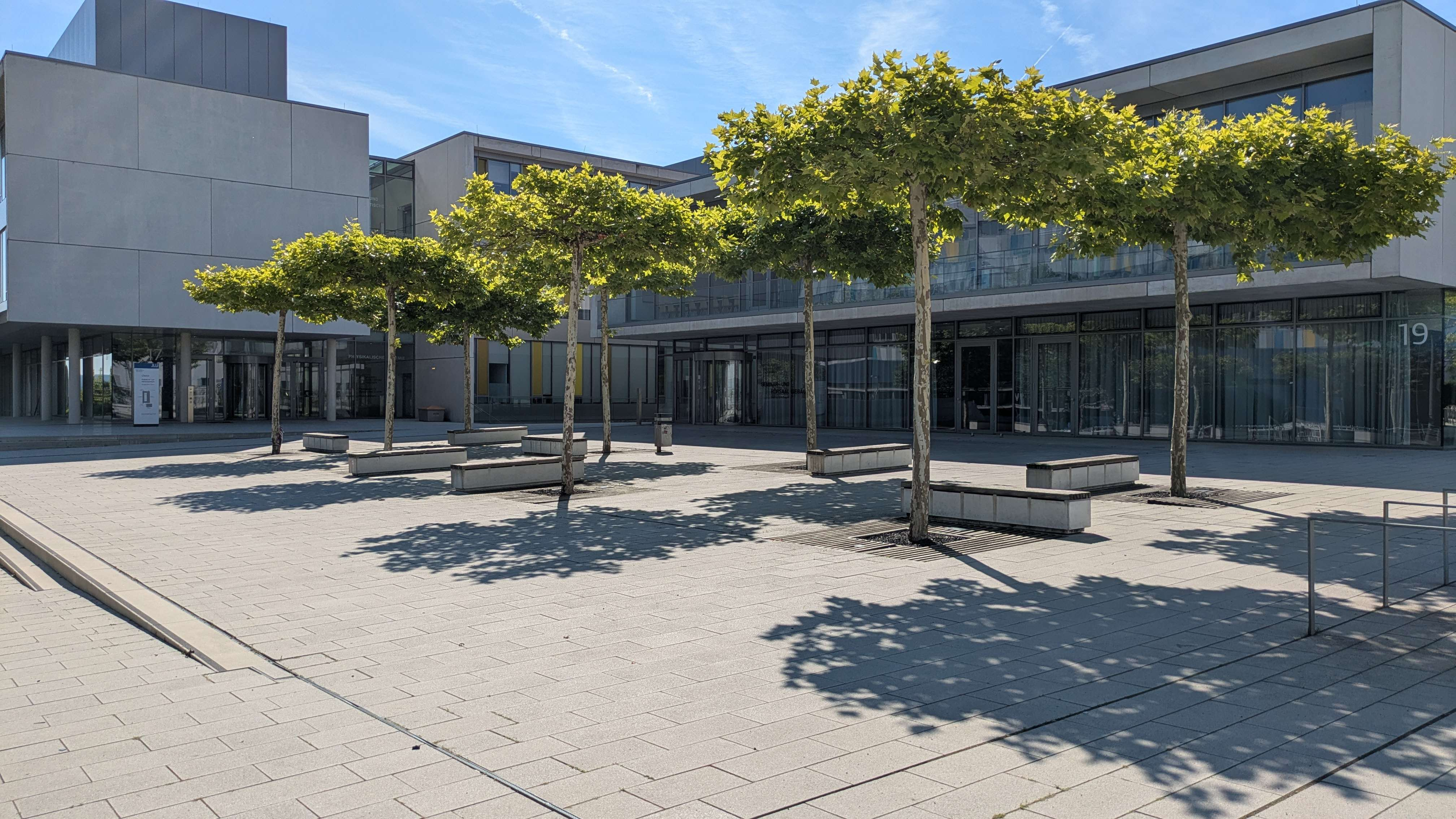
Neue Chemie-Gebäude (links Prakikums- und Institutsgebäude; rechts Hörsaalgebäude) am Heinrich-Buff-Ring

- Neubau Biomedizinisches Forschungszentrum Seltersberg
- Neubau Instituts- und Hörsaalgebäude Chemie
- Neubau der Kleintier- und Vogelklinik
- Neubau Medizinisches Forschungszentrum Seltersberg
- Sanierung und Modernisierung der „Alten Chirurgie“ zum zentralen Lehr- und Dekanatsgebäude für den Fachbereich Medizin
- Neubau Excellence Cluster Cardio-Pulmonary System
- Neubau Center for Infection and Genomics of the Lung

In direkter Nachbarschaft zum Campus hat das Fraunhofer-Institut für Bioressourcen im Oktober 2020 seinen Neubau bezogen.
Weitere Vorhaben im Planungsstadium bis 2031 im Campus Natur- und Lebenswissenschaften sind die bauliche Entwicklung der Veterinärmedizin und der Zahnmedizin sowie die fachliche Konzentration der biologischen Fächer im Campusbereich Seltersberg. Dazu soll das Großgebäude Heinrich-Buff-Ring 58 als „Biologikum“ saniert werden, in welches eine neue Mensa und die neue Zweigbibliothek Naturwissenschaften integriert werden soll. Ebenso ist vorgesehen, den zentralen Serverbereich des Hochschulrechenzentrums zu erneuern.
Im Campusbereich Seltersberg entsteht entsprechend den Empfehlungen des Wissenschaftsrates und der Entscheidung der Gesamtwissenschaftskonferenz ein weiteres Forschungsgebäude gemäß Artikel 91 b Absatz 1 GG: Das Forschungsgebäude Giessen Center for Electrochemical Materials Research. Elektrochemische Technologien (Batterien, Brennstoffzellen, Elektrolyse u. a.) und deren Folgetechnologien (u. a. für Elektromobilität, Netzstabilisierung) spielen für die erfolgreiche Bewältigung der Energiewende eine zentrale und unverzichtbare Rolle. Der Forschungsbau soll der Konzentration auf zukunftsträchtige Forschungsfelder im Bereich der Materialforschung an der JLU dienen. Der Bau begann am 6. Juni 2025 am Heinrich-Buff-Ring, in Nähe des Neubaus Chemie/iFZ.
Außerhalb der Finanzierung aus dem HEUREKA-Investitionsprogramms soll ein Neubau für das Institute for Lung Health entstehen.
Die Zweigbibliothek Natur- und Lebenswissenschaften (ZNL) ist seit April 2025 nicht mehr auf dem Campusgebiet, sondern in der Innenstadt im Seltersweg.

#### Campus Kultur- und Geisteswissenschaften

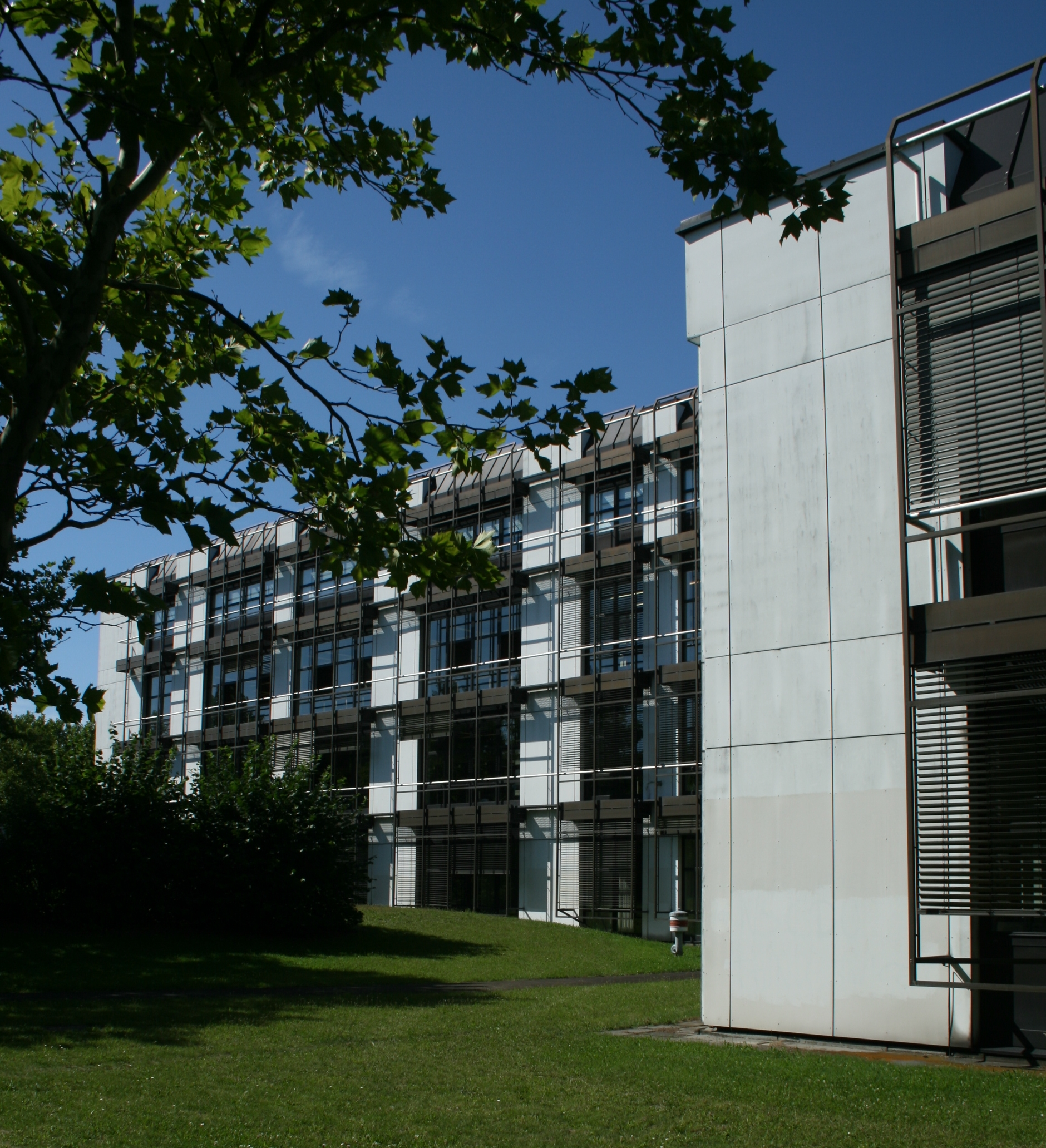
Universitätsbibliothek im Philosophikum I

Der Campus Kultur- und Geisteswissenschaften besteht aus den beiden Philosophika, dem Campusbereich Recht und Wirtschaft sowie dem Campusbereich Sport/Kugelberg. Hier umfassen die baulichen Maßnahmen u. a. folgende abgeschlossene Projekte:
- Multifunktionsgebäude Sportwissenschaft
- Sanierung und Modernisierung der Außensportanlagen und des Schwimmbades
- Neubau Hörsaalgebäude Recht und Wirtschaft
- Neubau des Seminargebäudes II im Philosophikum I
- Neubau für das Graduate Centre for the Study of Culture

Zentrales Element der weiteren baulichen Entwicklung wird der Umbau und die Verknüpfung der beiden Philosophika in einer „Neuen Mitte“ entsprechend dem mit dem Land Hessen und der Stadt Gießen vereinbarten Masterplan zum Umbau des Philosophikums sein. Ziel ist es u. a. die Zentralbibliothek mit dem ersten größeren Bauabschnitt zur Kompletterneuerung auszustatten und die sanierungsbedürftige Zentralmensa an den zentralen neuen Campusplatz zu verlagern sowie das Audimax grundlegend zu sanieren. Zu der ersten Ausbaustufe gehören auch der Neubau eines weiteren Seminargebäudes mit Büroflächen für Forschungsprojekte, einem Tagungsbereich und Ausstellungsflächen für die Forschung und Lehre JLU.

#### Campus Innenstadt

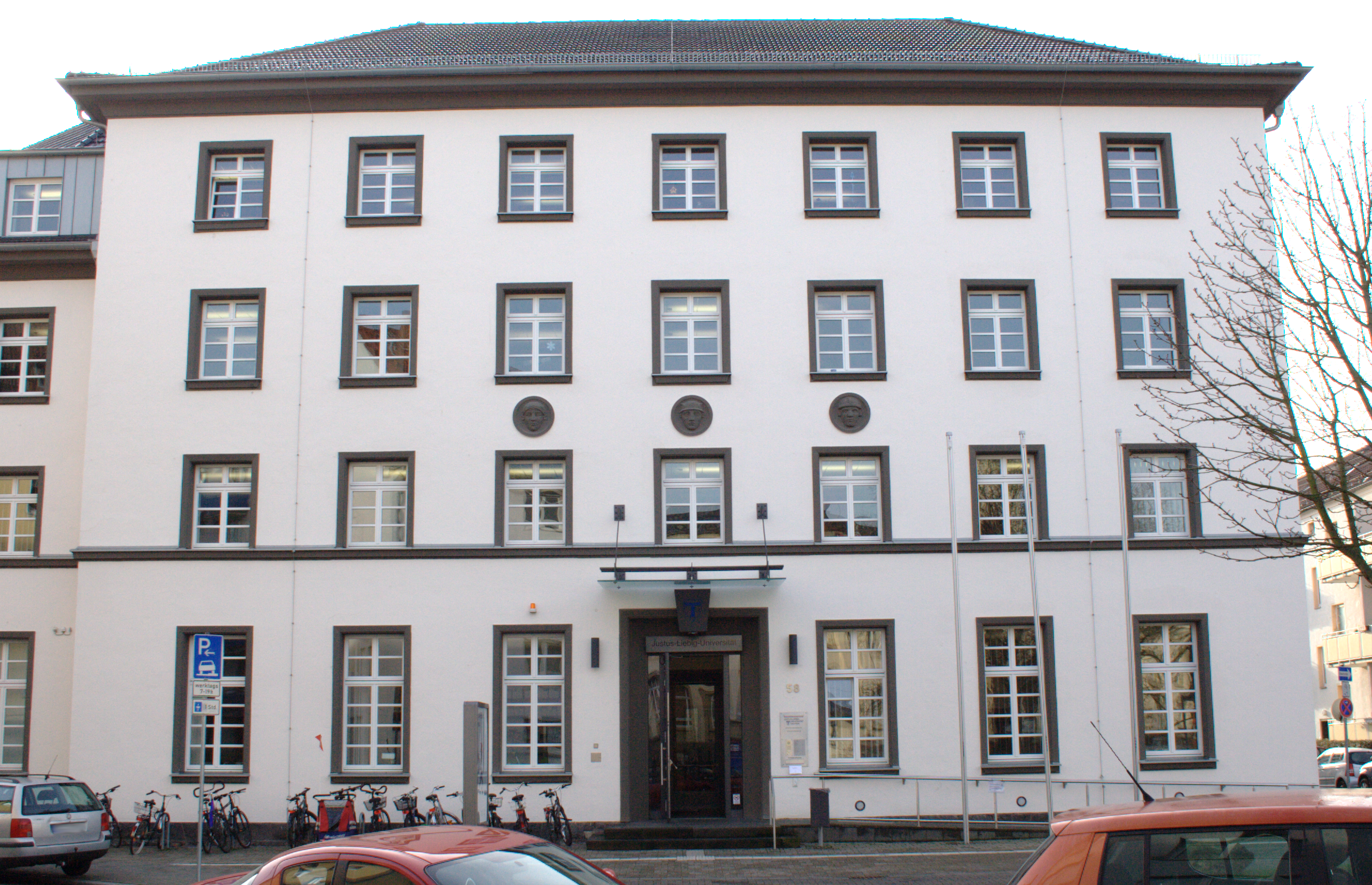
Erwin-Stein-Gebäude in der Goethestraße

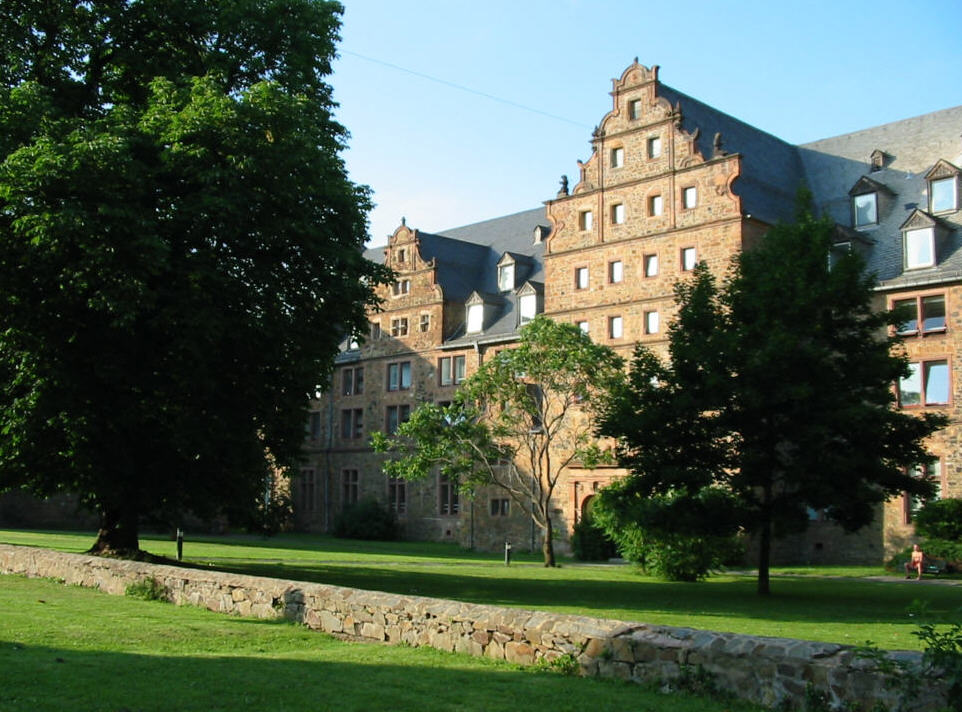
Zeughaus

Der Campus Innenstadt besteht aus den beiden Campusbereichen Universitätszentrum und dem Zeughausbereich mit dem Botanischen Garten. Die JLU hat bereits im Jahr 2009 das sanierte Erwin-Stein-Gebäude in der Goethestraße für den Studierendenservice und für die Einrichtungen der Verwaltung in Betrieb genommen. Zudem wurde das Hauptgebäude der JLU inklusive der Aula saniert. Die beiden Campusbereiche werden von der JLU als innerstädtische, mit dem öffentlichen Leben und der Wirtschaft durchmischte Repräsentanz der Universität entwickelt und die Außenanlagen umgestaltet. Außerdem ist hier neben den vorhandenen Funktionen der Neubau eines Theaterlabors für die Theaterwissenschaften errichtet sowie der Außenraum als grüne Anlage gestaltet worden.
Im Botanischen Garten, dem ältesten Botanischen Garten Deutschlands, der sich noch an seinem Ursprungsort befindet, ist der Neubau der botanischen Lehrgewächshäuser abgeschlossen. Drei Gewächshausbereiche bilden das Ensemble, werden den heutigen Anforderungen und Bedürfnissen von Forschung und Lehre gerecht und greifen dabei mit ihrer architektonischen Gestaltung historische Bezüge der ehemaligen (verlorenen) Gewächshausstruktur auf.

#### Campus Kerckhoff der Justus-Liebig-Universität in Bad Nauheim
Die JLU hat einen vierten Campus erhalten und verstärkt mit langfristiger Perspektive ihre Verbindungen in die Metropolregion Frankfurt/Rhein-Main: Die Bad-Nauheimer Kerckhoff-Klinik und die JLU haben die Einrichtung des „Campus Kerckhoff der Justus-Liebig-Universität Gießen und ihres Fachbereichs Medizin“ in Bad Nauheim vereinbart. Mit der Einrichtung des Campus im Jahr 2018 ist die langjährige erfolgreiche Zusammenarbeit der JLU mit der Kerckhoff-Klinik institutionalisiert worden. Für die Kerckhoff-Klinik als medizinisches Hochleistungszentrum ist die Einbindung in universitäre Netzwerkzentren von großer Bedeutung. Der Fachbereich Medizin der JLU profitiert in Lehre und Forschung in noch größerem Rahmen als bisher von der medizinischen Exzellenz der Kerckhoff-Klinik mit ihren stets aktuellsten Diagnostik- und Therapieverfahren.

#### Universitätsbibliothek
Am 9. Juni 2022 fand die Grundsteinlegung für den Neubau der Universitätsbibliothek statt. Im ersten Bauabschnitt wird die bestehende Bibliothek um einen Erweiterungsbau ergänzt. Die Baumaßnahme wird vom Landesbetrieb Bau und Immobilien Hessen durchgeführt. Der Entwurf stammt von dem Berliner Architekturbüro Max Dudler.

## Preise und Auszeichnungen
Zurzeit werden folgende Preise und Auszeichnungen an eigene Mitglieder bzw. Externe verliehen:
- Preis der Justus-Liebig-Universität Gießen (für den wissenschaftlichen Nachwuchs, d. h. Habilitationsniveau)
- Auszeichnungen für Arbeiten zu der Geschichte der JLU
- Dissertationsauszeichnungen, gefördert von der Gießener Hochschulgesellschaft
- Röntgen-Preis, jährlich seit 1960
- Wolfgang-Mittermaier-Preis für herausragende Leistungen in der akademischen Lehre, zweijährig seit 1995
- Dr. Herbert-Stolzenberg-Preise und Dr. Herbert-Stolzenberg-Lehrpreise,[30] seit 1998
- Dr. Dieter und Sigrun Neukirch-Preis
- DAAD-Preis
- Helge-Agnes-Pross-Förderpreis

Daneben werden der Titel einer Ehrensenatorin/eines Ehrensenators sowie die Justus-Liebig-Medaille und die Liebig-Gedenkmünze nach einem Beschluss des Senats auf Vorschlag der „Ständigen Senatskommission Ehrungen“ verliehen. Der Fachbereich Psychologie und Sport vergibt seit 2007 die Kurt-Koffka-Medaille.

## Besondere Ereignisse
Im Jahr 1997 wurde die Hochschule Opfer einer Anschlagserie, unter anderem ein Brandanschlag sowie ein Giftanschlag auf einen Professor. Angeklagt dafür wurde ein Doktorand, welchem vorgeworfen wurde, seinen Kollegen ermorden zu wollen, da dieser dabei war, Fälschungen in seinen wissenschaftlichen Arbeiten aufzudecken.
Am 9. Dezember 2019 wurde die Universität durch einen Hackerangriff (vermutlich durch Emotet und die Ransomware Ryuk, genauere Angaben wurden „mit Blick auf die laufenden Ermittlungen“ nicht offiziell bekanntgegeben) auf die Windows-Infrastruktur weitgehend lahmgelegt. Das Ereignis wurde unter dem Hashtag #JLUoffline in den Medien bekannt. Im Anschluss wurden sämtliche Passwörter zurückgesetzt, und gegen Identitätsnachweis neu vergeben. Erst am 20. Dezember war zumindest die E-Mail-Funktionalität über die Weihnachtsfeiertage wiederhergestellt, und Mitte Januar war ein regulärer Betrieb wieder (weitgehend) möglich. Die betroffenen Windows-Dateidienste waren teilweise erst am 19. Februar wieder verfügbar.

## Partnerhochschulen

### Partnerschaften
- seit 1970: Ege Üniversitesi in Izmir (Türkei)
- seit 1978: Universität Łódź in Łódź (Polen)
- seit 1983: University of Wisconsin–Madison in Madison (USA)
- seit 1983: University of Wisconsin–Milwaukee in Milwaukee (USA)
- seit 1989: Kasaner Föderale Universität in Kasan (Russland)
- Eastern Michigan University in Michigan (USA)

### Hessische Landespartnerschaften
- seit 1998: Hessen-Wisconsin-Kooperation (USA)
- seit 2004: Hessen-Massachusetts-Kooperation (USA)
- seit 2004: Hessen-Queensland-Kooperation (Australien)

Mit weiteren Universitäten bestehen Kooperations- und Austauschabkommen. Die Kooperationen der JLU beziehen sich auf die angegebenen Fachbereiche und bieten teilweise Austauschmöglichkeiten für Studierende sowie Wissenschaftler.
Darüber hinaus hat die JLU etwa 210 ERASMUS-Partnerhochschulen und weitere Austauschabkommen mit etwa 80 Universitäten weltweit.
Rund 2300 internationale Studierende und zahlreiche Doktoranden und Gastwissenschaftler lehren, forschen und studieren dort.

## Hochschulpolitik

### Rektoren (bis 1971) bzw. Präsidenten (seit 1971)
| - 1945–1946: Karl Bechert (1901–1981) - 1946–1948: Paul Czermak (1883–1958) - 1948–1951: Max Rolfes (1894–1981) - 1951–1953: Eduard von Boguslawski (1905–1999) - 1953–1955: Valentin Horn (1901–1992) - 1955–1957: Heinz Hungerland (1905–1987) - 1957–1959: Wulf Emmo Ankel (1897–1983) - 1959–1960: Hans Kuron (1904–1963) - 1960–1961: August Schummer (1902–1977) - 1961–1962: Gerhard Eigler (1900–1975) - 1962–1963: Rudolf Mosebach (1910–1984) - 1963–1964: Hans Glathe (1899–2000) | - 1964–1965: Walter Boguth (1917–1996) - 1965–1966: Richard Kepp (1912–1984) - 1966–1967: Clemens Heselhaus (1912–2000) - 1967–1968: Richard Weyl (1912–1988) - 1968–1969: Herbert Kötter (1916–2003) - 1969–1978: Paul Meimberg (1916–1978) - 1978–1986: Karl Alewell (1931–2012) - 1987–1997: Heinz Bauer (* 1933) - 1997–2009: Stefan Hormuth (1949–2010) - 2009–2023: Joybrato Mukherjee (* 1973) - seit 2024: Katharina Lorenz (* 1974) |

### Präsidium
Das Präsidium leitet nach den Bestimmungen des Hessischen Hochschulgesetzes (HHG) die Universität und ist für alle Angelegenheiten zuständig, die nicht durch das HHG einem anderen Organ übertragen sind. Es fördert unter Beteiligung des Hochschulrats und mit den anderen Organen, den Fachbereichen sowie den Mitgliedern und Angehörigen ihre zeitgerechte innere und äußere Entwicklung und legt jährlich vor dem Senat Rechenschaft über die Geschäftsführung ab. Der Präsident führt den Vorsitz des Präsidiums und verfügt über die Richtlinienkompetenz, ist Dienstvorgesetzter des Personals und vertritt die Hochschule nach außen. Die Vizepräsidentinnen und -präsidenten leiten zusammen mit dem Präsidenten im Rahmen ihrer Aufgabenstellung die Hochschule. Die Kanzlerin leitet die Hochschulverwaltung nach den Richtlinien des Präsidiums und ist Beauftragte für den Haushalt.
Das Präsidium besteht aus
- Präsidentin: Katharina Lorenz[39][40]
- Erster Vizepräsident, zuständig für Lehre und Studium: Alexander Goesmann[41]
- Vizepräsident für Forschung und Förderung des wissenschaftlichen Nachwuchses: Martin Kramer  (bis 22. November 2024, danach Wencke Gwozdz)[42]
- Vizepräsident für Wissenschaftliche Infrastruktur: Karsten Krüger[41]
- Kanzlerin: Susanne Kraus

### Senat
Der Senat ist das höchste beschlussfassende Gremium, das z. B. Berufungen und Stellen sowie den Haushalt beschließt. Die Sitzungen des Senats werden vom Präsidenten geleitet. Die Gruppe der Studierenden ist im Senat mit drei von 17 Mitgliedern in einer Minderheit vertreten. Bei den Wahlen im Januar 2015 erlangten bei den Studierenden die Listen UniGrün, Jusos sowie Die StudentenUNION jeweils einen Sitz. Im „Erweiterten Senat“ mit der doppelten Zahl an Mitgliedern werden Präsidenten bzw. Vize-Präsidenten gewählt.

### Hochschulrat
Seit seiner Gründung im Jahr 2001 begleitet der Hochschulrat die Entwicklung, artikuliert die Erwartungen der Berufswelt an die Hochschule und fördert die Nutzung wissenschaftlicher Erkenntnisse und künstlerischer Leistungen. Da der Hochschulrat durch das neue Hessische Hochschulgesetz (HHG) zusätzliche Kompetenzen erhalten hat, wurde seine Neukonstituierung im Jahr 2010 erforderlich.
Die neuen Hochschulratsmitglieder wurden auf Vorschlag des HMWK im Benehmen mit der JLU bestellt. Seit 2010 nimmt ein Vertreter des HMWK mit beratender Stimme an den Hochschulratssitzungen teil.
Vorsitzende:
- 2001–2004: Christiane Ebel-Gabriel, Generalsekretärin der Wissenschaftlichen Kommission des Landes Niedersachsen, Hannover
- 2004–2009: Reinhard Kurth, ehemaliger Präsident des Robert Koch-Instituts
- 2009–2021: Karl Starzacher, Rechtsanwalt und Hessischer Finanzminister a. D.
- seit 2021: Wolfgang Maaß, Geschäftsführer Brühlsche Universitätsdruckerei

Aktuelle Mitglieder:
- seit 2018: Inge von Alvensleben, Geschäftsführerin F. A. Wobst GmbH & Co. KG
- seit 2018: Marion Gottschalk, Geschäftsführerin Ille Papier-Service GmbH
- seit 2019: Walter Rosenthal, Präsident der Friedrich-Schiller-Universität Jena
- seit 2023: Ramin Yahyapour
- seit 2022: Franziska Hornig
- seit 2023: Gabriele Rippl
- seit 2021: Katja Urbatsch
- seit 2022: Ann Kathrin Linsenhoff
- seit 2023: Jan Keller

Ehemalige Mitglieder:
- 2001–2004: Christiane Ebel-Gabriel, Generalsekretärin der Wissenschaftlichen Kommission des Landes Niedersachsen
- 2001–2007: Karl Peter Grotemeyer, ehemaliger Rektor der Universität Bielefeld
- 2001–2009: Dagobert Kotzur, ehemaliger Geschäftsführer Schunk Group
- 2001–2009: Reinhard Kurth, ehemaliger Präsident des Robert Koch-Instituts
- 2001–2005: Eda Sagarra, em. Professorin des Trinity College der Universität Dublin
- 2001–2009: Heinz Joachim Wagner, Mitglied des Vorstands der Evonik Industries
- 2004–2008: Gerd Köhler, Bundesvorstand der Gewerkschaft Erziehung und Wissenschaft
- 2010–2018: Hans-Dieter Klenk, Virologe an der Philipps-Universität Marburg
- 2010–2019: Manfred Weiß, assoziierter Wissenschaftler am Leibniz-Institut für Bildungsforschung und Bildungsinformation
- 2008–2021: Karl Starzacher, Rechtsanwalt und Hessischer Finanzminister a. D.
- 2001–2022: Hans Zehnder, Wirtschaftsprüfer und Steuerberater, ehemaliger Lehrbeauftragter Johann Wolfgang Goethe-Universität Frankfurt am Main
- 2006–2022: Dorothea von Mücke, Gebhard Professur of German Language and Literature an der Columbia University
- 2008–2022: Lothar Zechlin, ehemaliger Rektor der Universität Duisburg-Essen
- 2010–2022: Ludwig Jäger, ehemaliger Professor für Deutsche Philologie an der RWTH Aachen
- 2018–2022: Peter Hanker, Geschäftsführer Volksbank Mittelhessen

### Studierendenschaft
Die verfasste Studierendenschaft finanziert sich durch einen Semesterbeitrag, welcher von 2002 bis 2020 stets zwischen 7,41 € und 8,50 € lag. Im Januar finden jährlich die Wahlen zu den Fachschaftsräten und zum Studierendenparlament statt, in dem insgesamt 33 Studierende vertreten sind. Die Wahlbeteiligung lag in den Jahren 2005 bis 2019 stets zwischen 16,5 % (2012) und 28,7 % (2009).
| Hochschulgruppe | Hochschulgruppe              | Sitze 2019 |
| --------------- | ---------------------------- | ---------- |
|                 | Jusos                        | 9          |
|                 | UniGrün                      | 13         |
|                 | RCDS – Die Studentenunion    | 3          |
|                 | Die Linke.SDS                | 4          |
|                 | Liberale Hochschulgruppe LHG | 2          |
|                 | Gießener Union für Toleranz  | 2          |
| Wahlbeteiligung | Wahlbeteiligung              | 27,04 %    |

### Allgemeiner Studierendenausschuss (AStA)
Der AStA wird vom Studierendenparlament gewählt und kontrolliert. Die aktuelle AStA-Koalition besteht seit Oktober 2019 federführend aus der Hochschulgruppe UniGrün, Die Linke.SDS und der Gießener Union für Toleranz.

### Studentenverbindungen
- Liste der Studentenverbindungen in Gießen
- Gießener Senioren-Convent

## Persönlichkeiten
Neben dem namensgebenden Justus von Liebig haben weitere Persönlichkeiten an der Universität gewirkt. Eine Liste findet sich unter Persönlichkeiten der Justus-Liebig-Universität. Zu den verliehenen Ehrendoktorwürden vergleiche die Kategorie Ehrendoktor der Justus-Liebig-Universität Gießen und die vollständige Übersicht der Ehrenpromotionen zwischen 1907 und 1957. Darüber hinaus forschten und lehrten an der Universität Gießen unter anderem folgende Nobelpreisträger:
- Wilhelm Conrad Röntgen (1845–1923), Physik
- Wilhelm Wien (1864–1928), Physik
- Walther Bothe (1891–1957), Physik
- Ilja Iljitsch Metschnikow (1845–1916), Medizin
- Wangari Muta Maathai (1940–2011), Friedensnobelpreis

Im 17. und 18. Jahrhundert wurden ursprünglich 108 Porträts damaliger Gießener Professoren angefertigt, die als Gießener Professorengalerie im Senatssaal der JLU fast vollständig erhalten sind.

### Gesamtdarstellungen
- Eva-Marie Felschow, Irene Häderle: Im Visier der Staatsgewalt. Die Universität Gießen als Zentrum von Revolution und Repression 1813 bis 1848, herausgegeben im Auftrag des Präsidenten der Justus-Liebig-Universität Gießen, Gießen 2015, ISBN 978-3-87707-961-4.
- Eva-Marie Felschow, Carsten Lind, Neill Busse: Krieg, Krise, Konsolidierung. Die „zweite Gründung“ der Universität Gießen nach 1945. Justus-Liebig-Universität Gießen, Gießen 2008, ISBN 978-3-87707-737-5.
- Horst Carl, Eva-Marie Felschow, Jürgen Reulecke, Volker Roelcke, Corina Sargk (Hrsg.): Panorama 400 Jahre Universität Gießen. Akteure, Schauplätze, Erinnerungskultur Frankfurter Societäts-Druckerei, Frankfurt 2007, ISBN 978-3-7973-1038-5.
- Eva-Marie Felschow, Carsten Lind: Ein hochnutz, nötig und christlich Werck. Die Anfänge der Universität Gießen vor 400 Jahren. Justus-Liebig-Universität, Gießen 2007, ISBN 978-3-87707-697-2.
- Ludwig Brake, Heinrich Brinkmann (Hrsg.): 800 Jahre Gießener Geschichte, 1197–1997. Gießener Anzeiger, Gießen 1997, ISBN 3-922300-55-3.
- Peter Moraw: Kleine Geschichte der Universität Gießen. Ferber’sche Universitätsbuchhandlung, Gießen 1990, ISBN 3-927835-00-5.
- Norbert Werner (Hrsg.): 375 Jahre Universität Gießen 1607–1982. Geschichte und Gegenwart. Verlag der Ferber’schen Universitätsbuchhandlung, Gießen 1982, ISBN 3-922730-22-1.
- Hans Georg Gundel, Peter Moraw, Volker Press (Hrsg.): Gießener Gelehrte in der ersten Hälfte des 20. Jahrhunderts. 2 Bände, N. G. Elwert Verlag, Marburg 1982, ISBN 3-7708-0724-3 und ISBN 3-7708-0723-5.
- Frontabschnitt Hochschule. Die Gießener Universität im Nationalsozialismus. Anabas Verlag und Focus Verlag, Gießen 1982 (2. Aufl. 1983) (mit Beiträgen von Bruno W. Reimann u. a.).
- Ludwigs-Universität, Justus-Liebig-Hochschule: 1607–1957; Festschrift zur 350-Jahrfeier. Schmitz, Gießen 1957. urn:nbn:de:hebis:26-opus-30403 (Beiträge als einzelne PDF-Dokumente)
- Die Universität Gießen von 1607–1907. Beiträge zu ihrer Geschichte. Festschrift zur dritten Jahrhundertfeier. Töpelmann, Gießen 1907. urn:nbn:de:hebis:26-opus-28542 (Beiträge als einzelne PDF-Dokumente)

### Disziplinen, Gruppen
- Reimann, Bruno W.: Avantgarden des Faschismus. Studentenschaft und schlagende Verbindungen an der Universität Gießen 1918-1937. Frankfurt a. M.: u. a.: Peter Lang 2007.
- Volker Roelcke: Die Medizinische Fakultät der Universität Gießen. Von der Wiedergründung bis zur Gegenwart. Frankfurter Societäts-Druckerei, Frankfurt 2007, ISBN 978-3-7973-1063-7.
- Hans Georg Gundel: Rektorenliste der Universität Gießen 1605/07–1971. Gießen 1979.
- Anton Lutterbeck: Die Geschichte der katholisch-theologischen Fakultät zu Gießen. Ricker’sche Buchhandlung, Gießen 1860.